# Де Оливейра, Альберто
Алберту де Оливейра (настоящие имя и фамилия — Антониу Мариану де Оливейра) (порт. Alberto de Oliveira; 28 апреля 1857, Сакуарема, штат Рио-де-Жанейро — 19 января 1937, Нитерой, штат Рио-де-Жанейро) — бразильский поэт, педагог, фармаколог.
Вместе с Олаву Билаком и Раймундо Коррея был видным представителем Парнасской школы поэтов Бразилии.

## Биография

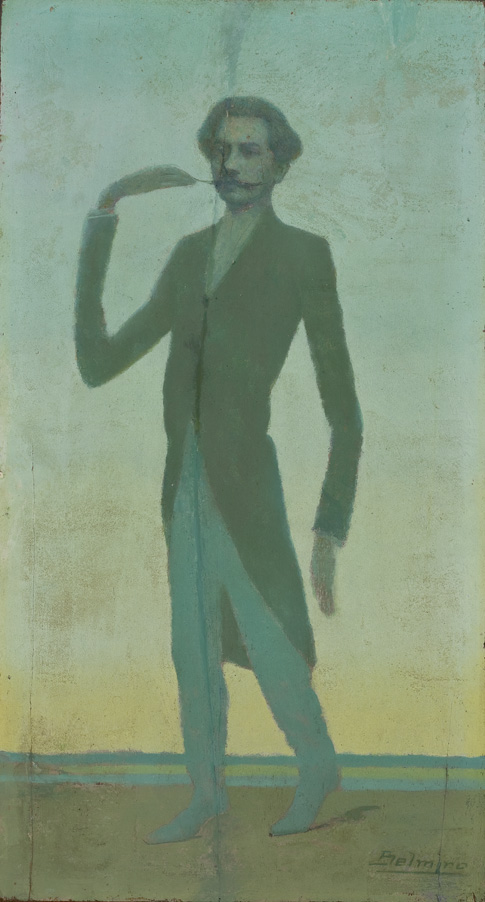
Худ. Белмиру ди Алмейда. Карикатура на Альберто де Оливейру

Изучал медицину и право в Сан-Паулу. Работал фармацевтом.
Был одним из основателей и 8-м членом Бразильской академии литературы с 1897 года до своей смерти в 1937 году.
С 1893 по 1898 год занимал должность генерального директора общественного образования в Рио-де-Жанейро (эквивалент нынешнего государственного секретаря по образованию). Преподавал португальский язык и литературу в Escola Normal и Escola Dramatica.
Дебютировал как поэт в 1877 году, издав сборник стихов Canções Românticas («Романтические песни»). В многочисленных стихах и сонетах писал о силе природы Рио-де-Жанейро и об очаровании бразильских женщин.
На протяжении всей своей литературной карьеры сотрудничал со столичными газетами Gazetinha, A Semana, Diário do Rio de Janeiro, Mequetrefe, Combate, Gazeta da Noite, Tribuna de Petrópolis, Revista Brasileira, Correio da Manhã, Revista do Brasil, Revista de Portugal, Revista de Língua Portuguesa

## Избранные произведения
- Canções Românticas (1877)
- Meridionais (1884)
- Sonetos e Poemas (1885)
- Relatório do Diretor da Instrução do Estado do Rio de Janeiro (1893)
- Versos e Rimas (1895)
- Relatório do Diretor Geral da Instrução Pública (1895)
- Poesias (1900)
- Poesias, 2ª série (1905)
- Páginas de Ouro da Poesia Brasileira (1911)
- Poesias, 1ª série (1912)
- Poesias, 2ª série (1912)
- Poesias, 3ª série (1913)
- Céu, Terra e Mar (1914)
- O Culto da Forma na Poesia Brasileira (1916)
- Ramo de Árvore (1922)
- Poesias, 4ª série (1927)
- Os Cem Melhores Sonetos Brasileiros (1932)
- Poesias Escolhidas (1933)
- Póstuma (1944)